# Trayes
Trayes – miejscowość i gmina we Francji, w regionie Nowa Akwitania, w departamencie Deux-Sèvres.
Według danych na rok 1990 gminę zamieszkiwały 133 osoby, a gęstość zaludnienia wynosiła 18 osób/km² (wśród 1467 gmin regionu Poitou-Charentes Trayes plasuje się na 860. miejscu pod względem liczby ludności, natomiast pod względem powierzchni na miejscu 973.).